# كولبس شيطاني
كولبس شيطاني (الاسم العلمي: Colobus satanas) هو نوع من الحيوانات يتبع جنس الكولبس من فصيلة سعادين العالم القديم.